# 小森まなみのPop'n!パジャマ
小森まなみのPop'n!パジャマ（こもりまなみのポップン!パジャマ）は、1994年10月1日から2011年6月26日まで、東北放送（TBCラジオ）・山形放送（YBCラジオ）などでラジオ放送された、桑の実プロ制作のトーク・バラエティ番組である。

## 概要
小森まなみが、自身の担当するラジオ番組のリスナーから「東北にはアニラジがありません。声優のコンサートも、東京から札幌にツアーがとんでしまう。クリアーな声でマミ姉の声を聴きたいんです」という手紙に動かされ、小森自身が企画書を書き、スポンサーを探し、制作会社に持ち込んだことで、1994年にアニラジ未開の地といわれた東北地方に、初めて誕生したアニラジ系番組である。
「ツーウェイコミュニケーション」をモットーとし、幅広いリスナー・ファン層を持っていた。

## パーソナリティ
- 小森まなみ
- 高橋直純：『小森まなみのPop'n!パジャマ RV』（1999年4月8日 - 2001年3月31日 , 2024年4月13日）のみ担当。

## コーナー
- パジャマDEトーク
- ちょこっとリサーチ☆電話でPi
- アミューズメントモード
- 伝言板コーナー
- ポップンバースデー
- ミッドナイトネスト

## 放送
- ネット局の増加、番組の合併に伴い、3度の番組タイトル変更を行なっている。

小森まなみのPop'n!パジャマ
| 放送期間                        | 放送時間           | 放送局     | 対象地域   | 備考         |
| ------------------------------- | ------------------ | ---------- | ---------- | ------------ |
| 1994年10月01日 - 1996年04月05日 | 土曜 24:05 - 24:35 | 東北放送   | 宮城県     |              |
| 1996年04月12日 - 1996年10月05日 | 土曜 24:00 - 24:30 | 東北放送   | 宮城県     | 放送時間変更 |
| 1995年04月15日 - 1996年10月05日 |                    | 東海ラジオ | 中京広域圏 |              |
| 1996年01月06日 - 1996年03月30日 | 土曜 23:30 - 24:00 | ラジオ大阪 | 近畿広域圏 |              |

小森まなみのPop'n!パジャマ EX
| 放送期間                        | 放送時間           | 放送局     | 対象地域   | 備考         |
| ------------------------------- | ------------------ | ---------- | ---------- | ------------ |
| 1996年10月12日 - 1998年03月28日 | 土曜 24:00 - 24:30 | 東北放送   | 宮城県     |              |
| 1998年04月05日 - 1998年10月04日 | 日曜 24:30 - 25:00 | 東北放送   | 宮城県     | 放送日時変更 |
| 1998年10月08日 - 1999年04月01日 | 木曜 23:00 - 23:30 | 東北放送   | 宮城県     | 放送日時変更 |
| 1996年10月12日 - 1997年12月27日 | 土曜 24:00 - 24:30 | 東海ラジオ | 中京広域圏 |              |
| 1996年10月12日 - 1997年04月05日 | 土曜 21:00 - 21:30 | ラジオ日本 | 神奈川県   |              |
| 1997年04月14日 - 1997年12月29日 | 月曜 24:00 - 24:30 | ラジオ日本 | 神奈川県   | 放送日時変更 |
| 1998年01月04日 - 1998年03月29日 | 日曜 20:30 - 21:00 | ラジオ日本 | 神奈川県   | 放送日時変更 |
| 1998年04月06日 - 1998年10月05日 | 月曜 24:00 - 24:30 | ラジオ日本 | 神奈川県   | 放送日時変更 |
| 1998年10月09日 - 1999年04月02日 | 金曜 26:40 - 27:10 | AM-KOBE    | 兵庫県     |              |

小森まなみのPop'n!パジャマ RV
- 1999年4月8日の放送より『AsRラジオレボリューション』と合併し、番組タイトルを『小森まなみのPop'n!パジャマ RV（レボリューション）』に変更、パーソナリティーに高橋直純が加わった。

| 放送期間                        | 放送時間           | 放送局      | 対象地域 | 備考         |
| ------------------------------- | ------------------ | ----------- | -------- | ------------ |
| 1999年04月08日 - 1999年09月30日 | 木曜 23:00 - 23:30 | 東北放送    | 宮城県   |              |
| 1999年10月09日 - 2000年03月25日 | 土曜 23:00 - 23:30 | 東北放送    | 宮城県   | 放送日時変更 |
| 2000年04月02日 - 2001年04月01日 | 日曜 24:00 - 24:30 | 東北放送    | 宮城県   | 放送日時変更 |
| 1999年04月18日 - 2000年03月26日 | 日曜 24:30 - 25:00 | 青森放送    | 青森県   |              |
| 1999年04月12日 - 1999年10月31日 | 月曜 23:30 - 24:00 | 秋田放送    | 秋田県   |              |
| 1999年11月06日 - 2000年03月25日 | 土曜 22:00 - 22:30 | 秋田放送    | 秋田県   | 放送日時変更 |
| 2000年10月08日 - 2001年03月31日 | 日曜 24:00 - 24:30 | 秋田放送    | 秋田県   | 放送日時変更 |
| 1999年04月11日 - 2001年04月01日 | 日曜 24:30 - 25:00 | IBC岩手放送 | 岩手県   |              |
| 1999年04月10日 - 2001年03月31日 | 土曜 22:00 - 22:30 | 山形放送    | 山形県   |              |
| 1999年04月09日 - 2000年03月24日 | 金曜 25:30 - 26:00 | AM-KOBE     | 兵庫県   |              |
| 2000年04月01日 - 2000年09月30日 | 土曜 25:30 - 26:00 | AM-KOBE     | 兵庫県   | 放送日時変更 |
| 2000年10月07日 - 2001年03月31日 | 土曜 25:00 - 25:30 | AM-KOBE     | 兵庫県   | 放送時間変更 |

小森まなみのPop'n!パジャマ EYE
- 高橋直純が降板し、再び単独パーソナリティ番組となった。

| 放送期間                        | 放送時間           | 放送局   | 対象地域 | 備考         |
| ------------------------------- | ------------------ | -------- | -------- | ------------ |
| 2001年04月08日 - 2002年09月29日 | 日曜 24:00 - 24:30 | 東北放送 | 宮城県   |              |
| 2002年10月06日 - 2003年09月28日 | 日曜 24:30 - 25:00 | 東北放送 | 宮城県   | 放送時間変更 |
| 2003年10月05日 - 2010年04月04日 | 日曜 25:00 - 25:30 | 東北放送 | 宮城県   | 放送時間変更 |
| 2010年04月11日 - 2011年06月26日 | 日曜 24:30 - 25:00 | 東北放送 | 宮城県   | 放送時間変更 |
| 2001年04月08日 - 2007年09月29日 | 日曜 24:00 - 24:30 | 秋田放送 | 秋田県   |              |
| 2007年10月08日 - 2010年01月04日 | 月曜 23:30 - 24:00 | 秋田放送 | 秋田県   | 放送日時変更 |
| 2010年01月08日 - 2010年09月27日 | 金曜 22:30 - 23:00 | 秋田放送 | 秋田県   | 放送日時変更 |
| 2001年04月08日 - 2005年06月25日 | 日曜 23:30 - 24:00 | 岩手放送 | 岩手県   |              |
| 2001年04月07日 - 2011年06月25日 | 土曜 22:00 - 22:30 | 山形放送 | 山形県   |              |
| 2001年04月07日 - 2003年03月29日 | 土曜 26:30 - 27:00 | AM-KOBE  | 兵庫県   |              |
| 2003年04月04日 - 2003年09月26日 | 金曜 25:00 - 25:30 | AM-KOBE  | 兵庫県   | 放送日時変更 |
| 2003年10月03日 - 2004年09月25日 | 土曜 27:00 - 27:30 | AM-KOBE  | 兵庫県   | 放送日時変更 |

## ネット局

### 放送終了時のネット局
- 東北放送
- 山形放送

### 過去のネット局
- 秋田放送
- IBC岩手放送
- アール・エフ・ラジオ日本
- 東海ラジオ
- ラジオ大阪
- ラジオ関西（AM-KOBE）

## 公開収録
- 1995年7月31日、サンシャインシティ噴水広場（東京都・池袋）3×3EYESイベント
- 1995年8月27日、TBCホール（宮城県仙台市）3×3EYES〜吸精公主〜発売記念イベント
- 1996年8月31日、名古屋市公会堂（愛知県名古屋市）小森まなみ『Courage』発売記念ツアー2部
- 1998年8月30日、山交ビル7階 花時計広場（山形県山形市）ラジレボ&Pop'nパジャマ『みんなけっぱれ!総決起集会!』
- 1999年8月14日、遊学館生涯生活センターホール（山形県山形市）Pop'nパジャマ公開録音＆AsRイベント リスナー総決起集会 山形リベンジ！
- 1999年9月26日、夢メッセみやぎ（宮城県仙台市）「Comic City in 仙台16」
- 2000年8月19日、なんばOCAT ポンテ広場（大阪府大阪市）出演：小森まなみ、高橋直純、岩崎和夫、南かおり

## エピソード
- 1994年、番組開始当時のスポンサーエクシングが制作した、小森まなみのパジャマ姿の番組テレフォンカードが、一時期20〜30万円でオークション取引された。
- 1996年、小森まなみがアルバム『Courage』を発売した際、全国ツアーイベント開催の予定地に仙台が含まれなかった[注 2]事に一部リスナーが葉書で激しい抗議をし、それに対し小森が「申し訳ない」と涙交じりに番組内で対応し大反響を巻き起こした。翌週には小森への同情の葉書が殺到。後に、東北リスナーの悲願がかない、同年12月に発売されたシングル「YELLを君に！」の発売記念イベント開催が仙台で実現した。
- 1998年、番組4周年に山形にて初の公開録音イベント『みんなけっぱれ!総決起集会!』が台風の豪雨の中、屋外で開かれた。豪雨のため山形新幹線が始発から運休、山形と仙台を結ぶ仙山線も途中折り返し運転となったため、小森は仙台からバスで山形入りし、高橋直純はスタッフの車で現地入りした。次の年にキングレコードから、AsR名義でリリースされたシングルCD「夏色の翼」は、この時の感動を曲にしたものである。(作詞：小森まなみ　作曲：高橋直純)
- 2004年、番組10周年を記念して、東北放送本社TBCホールにて『小森まなみのPop'nパジャマ10th アニバーサリーイベント』が開催された。
- 「F1レーサー“紅の貴公子”さん」、「拡張型心筋症の小学生」などにエールを贈るコーナーが設立され、数か月かけてその動向を取り上げた。
- 2011年6月26日、小森が体調の悪化を理由に活動休止を発表し[8]、17周年目(放送回数872回目)をもって放送を終了した。先行ネットしていた山形放送では前日の6月25日に最終回を迎えている。
- 2024年4月14日（13日深夜）、終了から13年ぶりに東北放送で特番『小森まなみのPop'n!パジャマ RV-マミ姉40周年ありがとうマイクオフSP』が放送された。小森が同年3月31日をもって引退（本人は「マイクオフ」と呼んでいる）する事に伴い、マイクオフ前に収録されたもの。『RV』を担当した高橋直純も、小森と共に出演。